# Cornel Frey

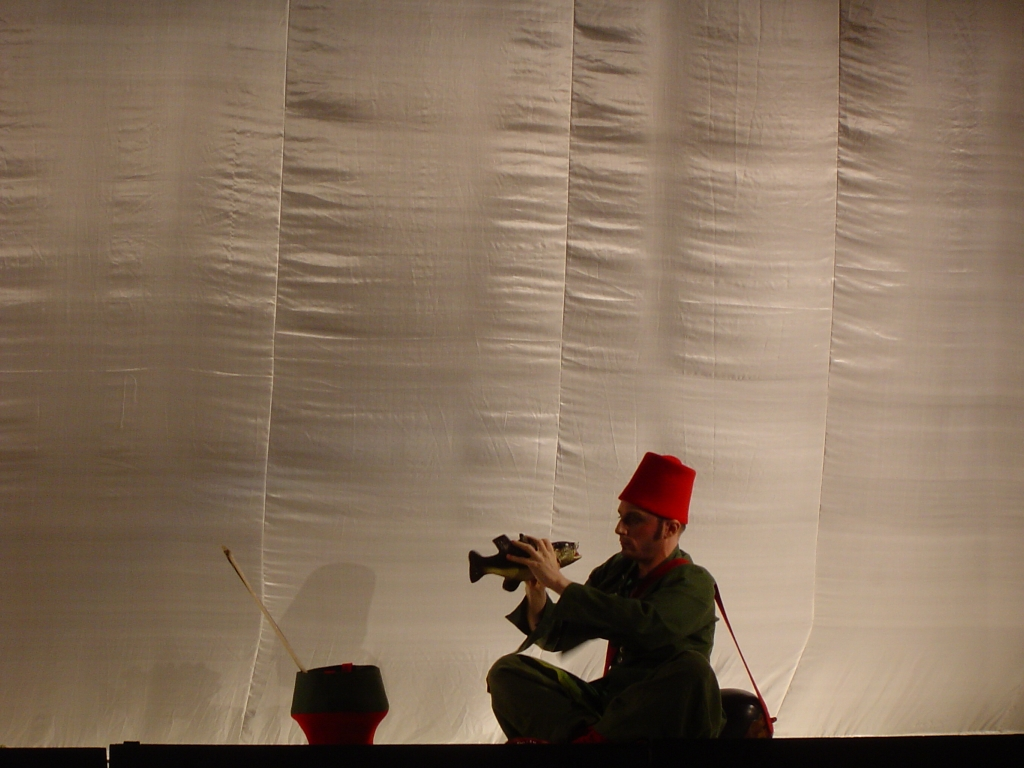
Szenen-Foto von Mozarts Die Entführung aus dem Serail (Generalprobe der Wuppertaler Bühnen im Teo Otto Theater Remscheid, 2004): Cornel Frey als Pedrillo.

Cornel Frey (geboren am 3. Oktober 1977 in Luzern) ist ein Schweizer Opernsänger (Buffo-Tenor).

## Leben und Werk
Cornel Frey erhielt seine erste Ausbildung bei den Luzerner Singknaben und studierte danach Gesang bei Jakob Stämpfli an der Hochschule für Musik und Theater Bern. 2003 schloss er sein Studium mit dem Konzertdiplom ab.
In der Spielzeit 2002/03 wurde er Mitglied des Internationalen Opernstudios Zürich, wo er als Albert Herring in Brittens gleichnamiger Oper debütierte. Von 2003 bis 2009 war Frey Ensemblemitglied der Wuppertaler Bühnen. Hier sang er alle wichtigen Partien des Spielfachs, für seine Interpretation des Pedrillo wurde er von der Fachzeitschrift Theater Pur zum besten Nachwuchssänger in Nordrhein-Westfalen nominiert. 2009 wechselte er ans Staatstheater am Gärtnerplatz in München, wo er u. a. als Lindoro in L’italiana in Algeri und als Fatty in Aufstieg und Fall der Stadt Mahagonny zu sehen und zu hören war. Frey gastierte an der Bayerischen Staatsoper (als Remendado in Carmen), mehrfach bei den Ludwigsburger Schlossfestspielen, beim Lucerne Festival, den Wiener Festwochen und der styriarte. Dort verkörperte er 2003 den Baron Puck in Offenbachs La Grande-Duchesse de Gerolstein unter Leitung von Nikolaus Harnoncourt und in der Regie von Jürgen Flimm. Bei den Wiener Festwochen 2005 und im Wiener Mozart-Jahr 2006 sang er – im Theater an der Wien  – den Aufifio in Mozarts Lucio Silla, wiederum unter Harnoncourt.
Seit der Spielzeit 2012–13 ist Frey Ensemblemitglied der Deutschen Oper am Rhein in Düsseldorf und Duisburg. Dort singt er unter anderem Spoletta, Tamino in einer Zauberflöte für Kinder, Graf Boni Káncsiánu in der Csárdásfürstin, Pedrillo, den Prinzen in Ernst Tochs Vertonung der Prinzessin auf der Erbse, die Knusperhexe in Hänsel und Gretel und Andres in Wozzeck.
Eine CD mit Beethoven- und Schubert-Liedern ist 2005 bei Sonarte erschienen.